# Paige Hurd
Paige Hurd (Dallas, 20 luglio 1992) è un'attrice statunitense.
Attrice di origini Portoricane ha due fratelli e due sorelle. È conosciuta sul piccolo schermo per aver interpretato Tasha nella serie televisiva, in onda su Comedy Central, "Tutti odiano Chris".

## Filmografia

### Cinema
- Amici x la morte (Cradle 2 the Grave), regia di Andrzej Bartkowiak (2003)
- Il gatto... e il cappello matto (The Cat in the Hat), regia di Bo Welch (2003)
- Beauty Shop, regia di Billie Woodruff (2005)
- Ben 10 - Corsa contro il tempo (Ben 10: Race Against Time), regia di Alex Winter (2010)
- Thriller, regia di Dallas Jackson (2018)

### Televisione
- Felicity – serie TV, episodio 2x14 (2000)
- The Division – serie TV, episodi 3x16–3x17 (2003)
- Zack e Cody al Grand Hotel (The Suite Life of Zack & Cody) – serie TV, episodio 1x02 (2005)
- Medium – serie TV, episodio 2x10 (2005)
- E.R. - Medici in prima linea (ER) – serie TV, episodio 13x10 (2006)
- Tutti odiano Chris (Everybody Hates Chris) – serie TV, 17 episodi (2006–2009)
- Hawaii Five-0 – serie TV, 7 episodi (2013–in corso)